# Georg Altner

Georg Altner, Porträtfoto aus dem Reichstags-Handbuch 1933

Ernst Georg Altner (* 4. Dezember 1901 in Waldheim; † 12. April 1945 in Dortmund) war ein deutscher Politiker (NSDAP), SS-Führer und Polizeioffizier, zuletzt im Rang eines SS-Brigadeführers und Generalmajors der Polizei. Er war zur Zeit des Nationalsozialismus unter anderem Reichstagsabgeordneter der NSDAP und während des Zweiten Weltkrieges von 1942 bis 1945 Polizeipräsident von Dortmund.

## Leben
Altners Vater war Anstaltsoberwachtmeister. Georg Altner besuchte ab 1908 die Volksschule und das Realprogymnasium in Waldheim, das er 1917 mit dem Abschlussreifezeugnis verließ. Zwischen 1917 und 1919 absolvierte er eine Lehre in einer Maschinenfabrik und besuchte gleichzeitig das Technikum in Mittweida, das er jedoch ohne Abschluss verließ. 1919 und 1920 arbeitete er als Schlosser und Dreher in Waldheim, von 1921 bis 1933 dann als Bauführer im Tiefbau und in einem Baubüro in Halle (Saale). Am 6. Januar 1925 heiratete Altner Elsa Margarethe Krenkel. Sie wohnten in der Ludwig-Wucherer-Straße 73.
Von 1921 bis 1925 war Altner Mitglied im paramilitärischen Wehrverband Werwolf, von 1922 bis 1925 zugleich im Stahlhelm. 1925 trat er in die SA ein und führte dort den Sturm 26. Zum 10. April 1926 trat er der NSDAP bei (Mitgliedsnummer 34.339). 1926 bis 1928 war Altner Propagandaleiter für den NSDAP-Bezirk von Rochlitz und Colditz, danach dann Pressewart. Am 10. Mai 1929 trat er von der SA zur SS über (SS-Nummer 1.421). In der SS wurde Altner rasch befördert und führte ab dem 24. Dezember 1932 die SS-Standarte 26 in Halle (Saale) als SS-Standartenführer.
Nach der „Machtergreifung“ der Nationalsozialisten wurde Georg Altner vom 5. März bis zum 14. Oktober 1933 Preußischer Landtagsabgeordneter und dann am 12. November 1933 Mitglied des in der Zeit des Nationalsozialismus bedeutungslosen Reichstages.
Ab dem 22. Juli 1933 übernahm Altner hauptberuflich die Führung des SS-Abschnitts XVI in Halle (Saale), um dann am 20. März 1934 in gleicher Funktion zum SS-Abschnitt VII nach Königsberg zu wechseln. Am 12. April 1935 wurde er als Stabsführer zum SS-Oberabschnitt Südwest nach Stuttgart versetzt. Ab dem 22. September 1938 war Altner Polizeipräsident von Plauen, nachdem er zuvor zur Einarbeitung zum SS-Oberabschnitt West in Düsseldorf versetzt worden war. Während seiner Amtszeit in Plauen war er gleichzeitig Leiter der SD-Außenstelle Plauen.
Seit 1934 hatte Altner an militärischen Übungen teilgenommen und war bis zum Oberleutnant der Reserve befördert worden. Ab Mai 1940 beteiligte sich Altner als Führer einer Pionierkompanie am Westfeldzug und wurde dabei am 15. Juni 1940 schwer verwundet. Altner erhielt das Eiserne Kreuz zweiter Klasse und das Verwundetenabzeichen in Schwarz.
Schon Ende 1941 an das Polizeipräsidium Dortmund abgeordnet, wurde Altner am 14. Januar 1942 Polizeipräsident von Dortmund und zugleich der Leiter der dortigen Kriminalpolizei. Am 1. Januar 1941 war er zum SS-Brigadeführer und Generalmajor der Polizei befördert worden. Beim Einmarsch der Alliierten erschoss sich Georg Altner im Dortmunder Rombergpark.